# Industria alimentaria

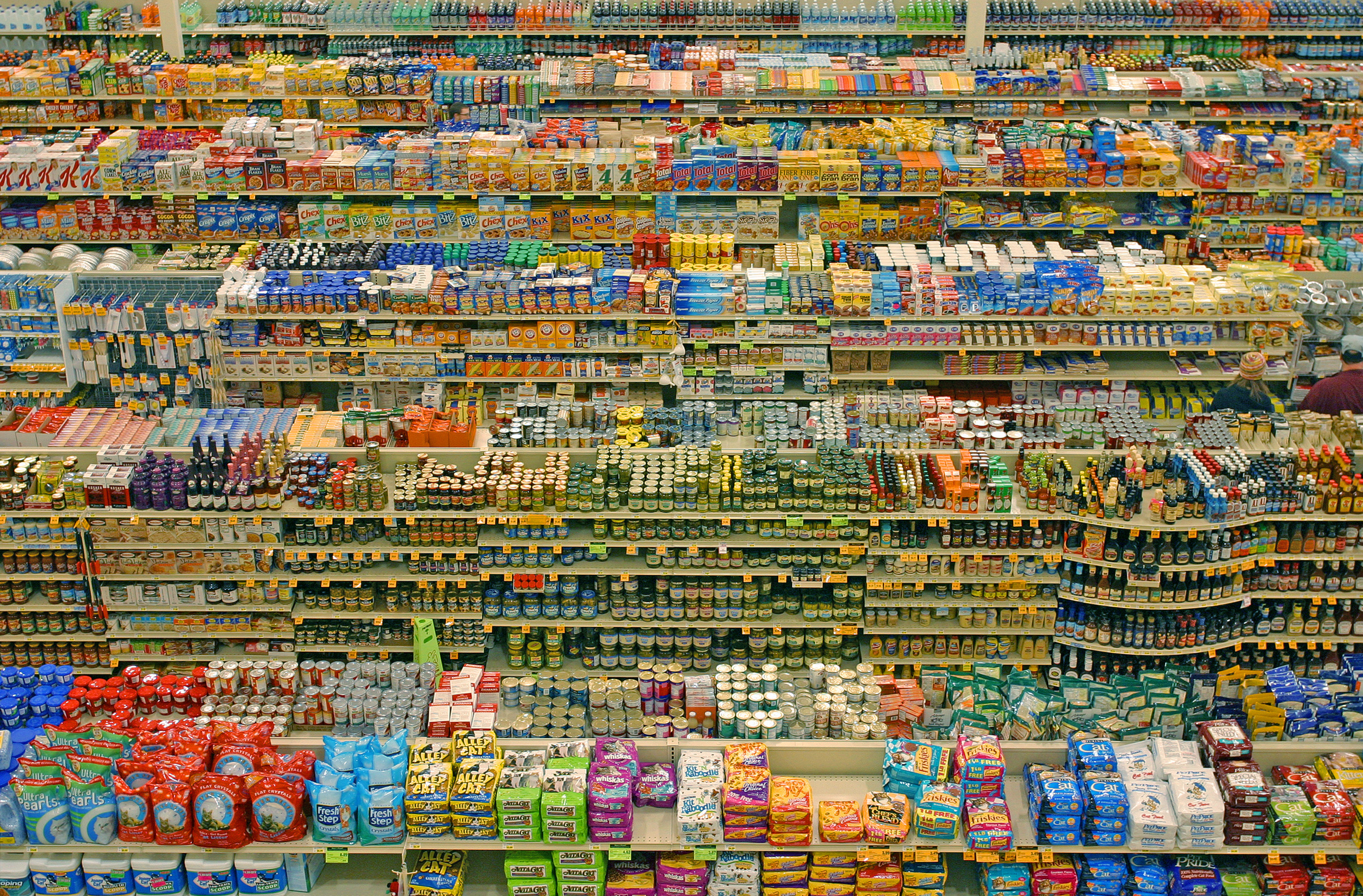
Vista de un supermercado de la cadena Fred Meyer, lleno de todo tipo de productos alimenticios (2004)

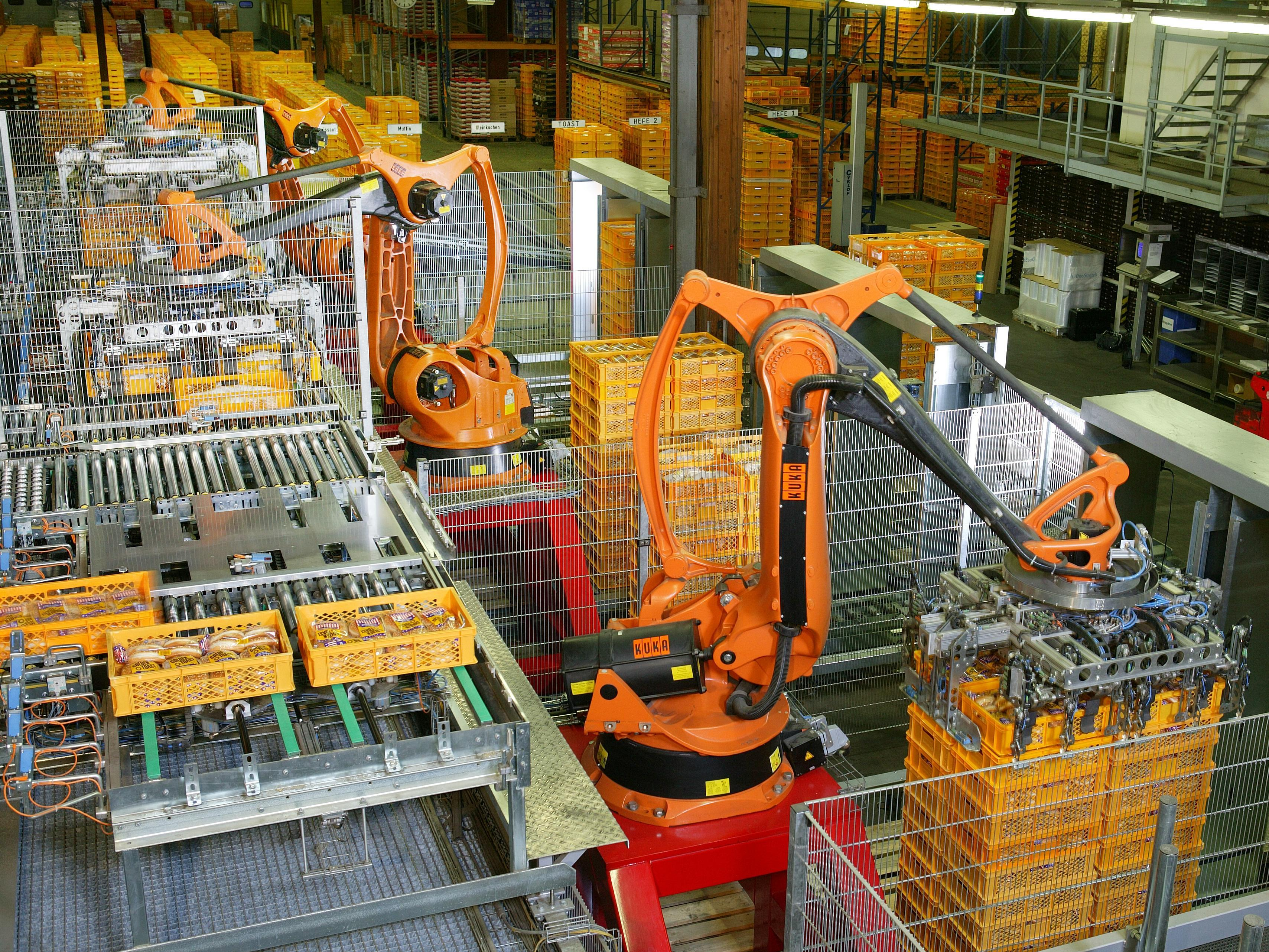
Robots industriales encargados del empaquetado de pan y tostadas en una fábrica de Alemania

La industria alimentaria es la parte de la industria que se encarga de todos los procesos relacionados con la cadena alimentaria. Se incluyen dentro del concepto las fases de transporte, recepción, almacenamiento, procesamiento, conservación, y servicio de alimentos de consumo humano y animal. Las materias primas de esta industria consisten principalmente de productos de origen vegetal (agricultura), animal (ganadería) y fúngico (perteneciente o relativo a los hongos). Gracias a la ciencia y la tecnología de alimentos el progreso de esta industria se ha visto incrementado y nos ha afectado actualmente en la alimentación cotidiana, aumentando el número de posibles alimentos disponibles en la dieta. El aumento de producción ha ido unido con un esfuerzo progresivo en la vigilancia de la higiene y de las leyes alimentarias de los países intentando regular y unificar los procesos y los productos, y de la industrialización de productos alimentario.

## Los procesos de la cadena alimentaria
Los procesos de producción pueden clasificarse en seis diferentes partes: cultivo, cosecha, transporte, recepción, almacenamiento, procesamiento, conservación y servicio de alimentos. 
En este proceso se incluyen todos los procedimientos que buscan proteger la inocuidad de los alimentos durante su traslado desde el lugar de producción al de almacenamiento o procesamiento. En este campo se aplican conceptos de ingeniería para mantener las temperaturas adecuadas y evitar la contaminación ambiental.

### Recepción de alimentos
Es solo una parte del eslabón en la cadena alimentaria la recepción de mercancías. Es punto crítico de control en los sistemas el aseguramiento de la calidad, visto que si se reciben materias primas descompuestas muy difícilmente se puede recuperar la salubridad. Se aplican en esta fase criterios de aceptación y rechazo de mercancías muy frecuentemente decididas por el juicio profesional de los inspectores de calidad. 

### Almacenamiento de alimentos

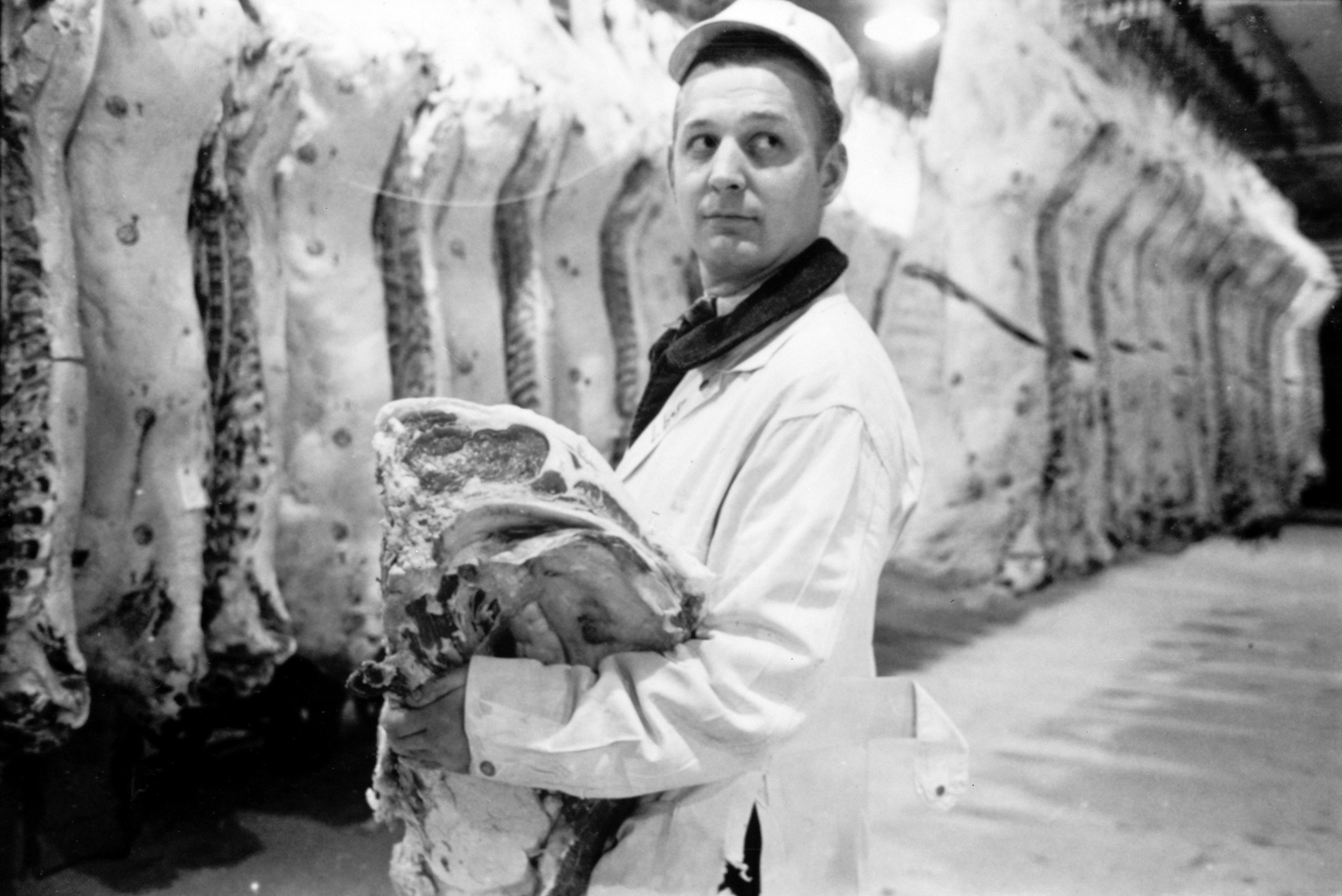
Un carnicero sosteniendo una pieza de vacuno en una cámara frigorífica. La fotografía es obra del célebre director de cine Stanley Kubrick, 1949

El almacenamiento de alimentos está orientado a mantener en el tiempo las características propias de los alimentos a fin de que sean mantenidos los inventarios para la producción. Se estudia la estacionalidad de ciertos productos alimenticios para controlar la rotación. Se controlan las temperaturas de almacenamiento y la humedad relativa en los lugares de almacenamiento para evitar deterioro acelerado. Generalmente suelen emplearse para el almacenamiento en silos, almacenes acondicionados al tipo de industria específica (herméticos, al aire libre, refrigerados, etc), cámaras frigoríficas, entre otros

### Procesamiento de alimentos
El procesamiento de alimentos es tan variado como la cantidad de alimentos que existen. Cada alimento tiene su procesamiento y la cantidad o complejidad de los procedimientos varía según el tipo de alimento. Normalmente el procesamiento de alimentos se diagrama en flujogramas de proceso y su control depende de los sistemas de aseguramiento de la calidad. Para el procesado de alimentos se utiliza maquinaria industrial que permite un alto nivel de automatización y estandarización. La maquinaria alimentaria cumple estándares marcados por la normativa vigente, como es el caso de la normativa FDA. Uno de los procesos más habituales en la industria alimentaria es la pasteurización, que permite garantizar la seguridad en el consumo de alimentos procesados.

### Conservación de alimentos
Los procesos habituales de la conservación de alimentos, tienen como objeto la transformación inicial del alimento para la obtención de otro producto distinto y transformado que presente un mayor tiempo de vida útil. Algunos de los procesos de conservación son:
- Salado.
- Deshidratación.
- Refrigeración 
- Congelación.
- Pasteurización.
- Esterilización 
- Acidificación.

### Servicio de alimentos
Dentro de la industria alimentaria se incluyen los establecimientos que se encargan de preparar alimentos para su servicio y consumo. En estos establecimientos se aplican técnicas gastronómicas que se deben controlar según las normas de la higiene de alimentos.
Dentro de este grupo se incluyen a los restaurantes, comedores públicos, comedores escolares, comedores industriales, hoteles, clínicas, hospitales, cruceros y ventas ambulantes de alimentos.

## Sectores de la industria

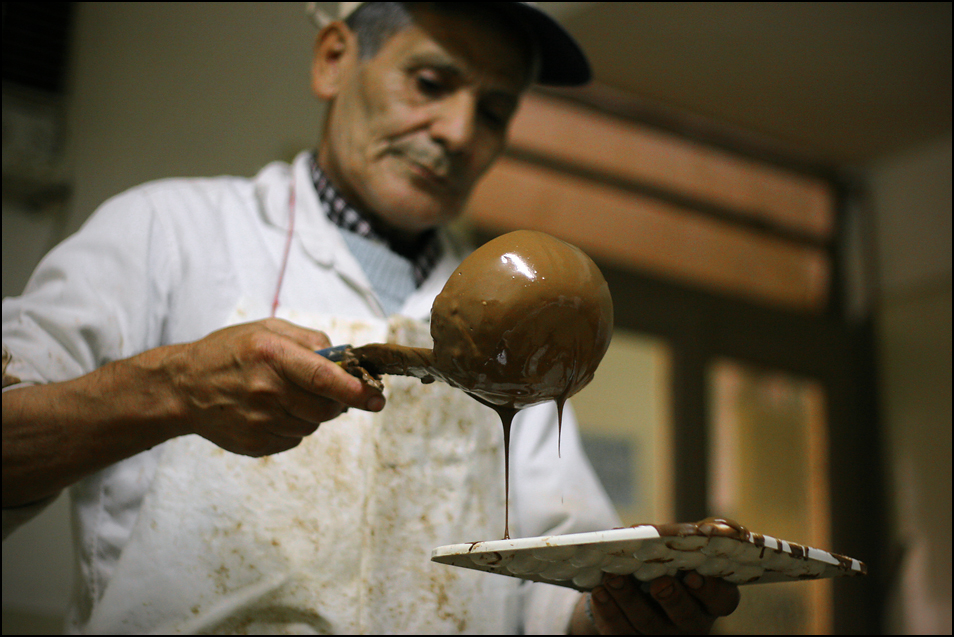
Fabricación artesanal de productos con chocolate en Argentina (2009)

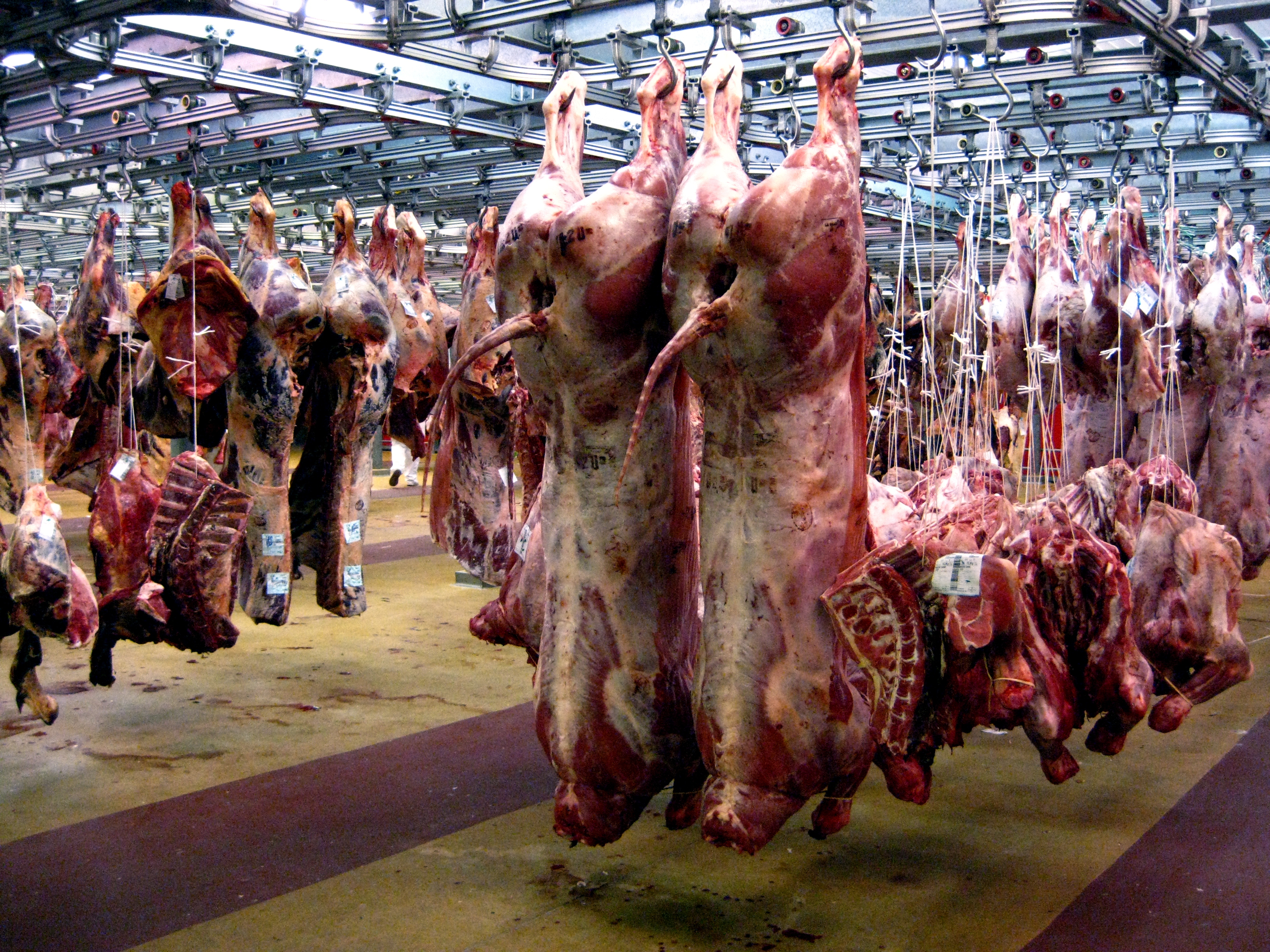
Piezas de carne exhibidas en el Marché International de Rungis, el principal mercado de la ciudad de París, Francia, 2011

Generalmente la industria alimentaria se ha considerado como un conjunto de establecimientos que se agrupan según el tipo de alimentos, entre estos tenemos los siguientes a saber:
- Industria cárnica
- Industria pesquera y de transformación de pescado
- Sector agropecuario
- Tecnología de frutas y hortalizas
- Aceite
- Industria láctea
- Productos Alimentación Animal
- industria de la Panificación
- Azúcar
- Cacao
- Vinos
- Cerveza
- Bebidas alcohólicas
- Agua
- Otros productos diversos

### Industria cárnica
Este tipo de industria alimentaria trabaja con las materias primas de la carne procedente del sacrificio de ganado para el consumo humano del porcino, el ganado vacuno, principalmente. En algunas ocasiones también el ganado equino y los camellos. El matadero es el elemento inicial del proceso de elaboración y sus proceso específicos son el sacrificio y el deshuesado, los trabajadores de esta industria, independientemente del tipo de carne, suelen estar muy especializados en el despiece de las carnes. Parte de la carne se dedica directamente al consumo humano, y parte se lleva a otras industrias de procesado de embutidos diversos, ahumado, enlatado, comida de animales.

### Industria pesquera
La industria pesquera tiene como materia prima todos aquellos productos provenientes del mar, se trata de una industria con una mano de obra muy especializada y que es local a las costas, puertos marítimos, vías fluviales de cada país. Con el devenir de los años se ha ido industrializando y hoy en día se considera incluso el cultivo de ciertas especies en lo que se denomina piscifactorías.

### Industria láctea
La industria láctea tiene como materia prima la leche procedente de los animales, se trata de uno de los alimentos más básicos de la humanidad. La industria láctea tiene como primera restricción manipular la leche por debajo de los 7 °C y el plazo de almacenamiento no debe ser superior a tres días. Los procesos específicos de esta industria son el desnatado y la pasteurización (calentamiento a una temperatura de 72 °C durante un intervalo de 15 segundos). Parte de la leche se dedica a la ingesta como líquido y de leche en polvo, a la elaboración de quesos, mantequillas y margarina.
La industria avícola tiene como materia prima el empleo de aves cuidados en granjas.

### Industria de las bebidas
La industria de las bebidas tiene como objeto la elaboración y envasado de las bebidas en general. Está muy diversificada esta industria debido a la gran diversidad de bebidas que aporta, no obstante los procesos son generalmente los mismos: una primera fase de recolección de granos (cebada, cacao, té, etc.) que emplea una mano de obra poco especializada, y luego una serie de procesos automáticos que requiere mano de obra semiespecializada.
Las características de las bebidas hace que se componga de dos categorías principales:
- Bebidas alcohólicas.
  - La industria los licores destilados.
  - La industria vitivinícola.
  - La fabricación de la cerveza.

- Bebidas no alcohólicas.
  - El embotellado y envasado de agua y bebidas refrescantes.
  - La fabricación de jarabes de bebidas refrescantes.
  - Embotellado, enlatado y envasado en cajas de zumos de frutas.
  - Industria del café.
  - La industria del té.

## Educación en alimentos
La industria alimentaria requiere de profesionales preparados, por lo cual la instrucción y formación en torno al área de alimentos en sus diversas modalidades y niveles se ha dividido en cinco grandes áreas de especialidad, Química y Análisis de alimentos (QAA), Inocuidad y microbiología alimentaria (IAM), Ingeniería de alimentos (IA) y Tecnología de Alimentos (TA), complementada con una serie de herramientas para el éxito (HPE) (Morgan, Ismail, and Hayes, JFSE Vol.5 2006) (Miembros ANIIA DITD 2005). Existen titulaciones en todas estas especialidades.